# أليكس مارشال
أليكس مارشال (بالإنجليزية: Alex Marshall)‏ هو صحفي بريطاني، ولد في 7 مايو 1959 في نورفك في المملكة المتحدة.